# Def Jam Vendetta
Def Jam Vendetta er et hiphop-påvirket 3D kampspil udgivet til PlayStation 2 og Nintendo GameCube i 2003. Indtil videre er der blevet udgivet to efterfølgere til spillet, Def Jam: Fight for NY fra 2004 og Def Jam: Icon fra 2007. I spillet er der kendt rappere med som N.O.R.E., Scareface, DMX, Method Man og Redman.
| computerspil | Spire Denne computerspilsrelaterede artikel er en spire som bør udbygges. Du er velkommen til at hjælpe Wikipedia ved at udvide den. |